# Spokane Stock Exchange

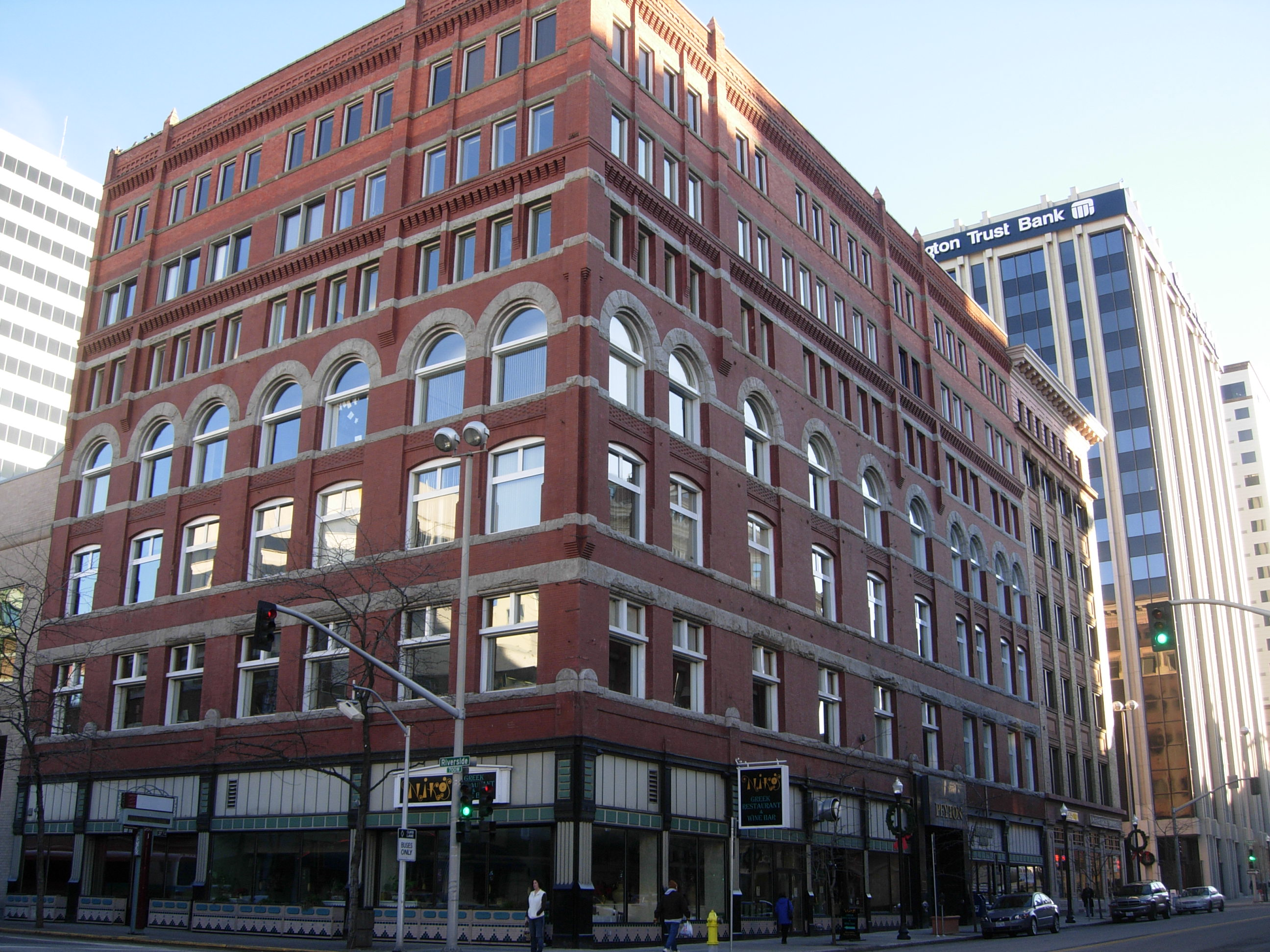

La Spokane Stock Exchange est une Bourse des valeurs  fondée en 1897 était un marché régional d'actions et d'obligations, situé à Spokane, dans  l'État de Washington, située à l'est de Seattle et au nord-est de Portland. Elle s'est créée dans le sillage de la Ruée vers l'or du canyon du Fraser. la Bourse de Denver  fondée en 1894 et un peu avant la Bourse des valeurs de Salt Lake City, fondée en 1898 puis la Bourse de Los Angeles, fondée en 1899 elle faisait partie des bourses de valeurs minières opérant sous la surveillance de la Commission des opérations de bourse américaine.

## Histoire
Fondé essentiellement pour accueillir les actions des compagnies minières, la Bourse des valeurs de Spokane a commencé à opérer en 1897 dans le Peyton Building,.
La Spokane Stock Exchange consistait à ses débuts en un groupe de 32 courtiers et cotait les actions de 37  mines du sud de la Colombie Britannique et du nord de la "vallée de l'argent" de l'Idaho, dans la région minière de Coeur d’Alene. Ce fut le plus petit des marchés régionaux d'actions et d'obligations américains.
1900, il y avait 534 principales concessions minières relevant de son secteur, pour la plupart cotées et 55  courtiers. De 1918 à 1927, la Bourse a loué un bâtiment dans le Paulsen Building, au 400ème bloc de Riverside. Les pratiques très spéculatives ont attiré l'attention  de la Commission des opérations de bourse américaine après la création de cette dernière en 1934.
En 1900, la production de plomb et d'argent du secteur de Coeur d’Alene dépasse les 10 million dollars, avec plus de 534 mines en opération, pour la plupart cotées au Spokane Stock Exchange. L'annuaire de la ville recense 55 courtiers.
Les volumes d'échanges ont culminé à 100 millions de dollars en 1980 avant de devenir insignifiants à partir de 1985 et la Spokane Stock Exchange a fermé en mai 1991 en raison de la faiblesse des cours mondiaux de l'or et de l'argent.